# Signe Anderson
Signe Toly Anderson (ur. 15 września 1941 w Seattle, zm. 28 stycznia 2016 w Beaverton) – amerykańska piosenkarka rockowa, współzałożycielka zespołu Jefferson Airplane.
Od połowy 1965 do października 1966 roku była wokalistką zespołu Jefferson Airplane do współpracy z którym zaprosił ją Marty Balin. Wraz z zespołem nagrała jego debiutancki album pt. Jefferson Airplane Takes Off na którym pojawiła się jako główna wokalistka w utworze „Chauffeur Blues”. Po odejściu z Jefferson Airplane powróciła do rodzinnego Oregonu gdzie zajęła się wychowaniem dzieci. Związana była również z zespołem Carl Smith and the Natural Gas Company, z którym występowała przez dziewięć lat.
Zmarła w wyniku ciężkiej choroby 28 stycznia 2016 roku (tego samego dnia zmarł gitarzysta Jefferson Airplane – Paul Kantner). Była dwukrotnie zamężna, miała dwójkę dzieci.